# Eorl
Eorl (2485 - 2545 T.A.) est un personnage de fiction qui appartient au légendaire de l'écrivain britannique J. R. R. Tolkien et dont l'histoire est racontée dans les appendices du roman Le Seigneur des anneaux et dans la collection de récits intitulée Contes et légendes inachevés. C'est un éothéod, fils de Léod et premier Roi de Rohan. Après sa mort, son fils Brego lui succéda.
J. R. R. Tolkien ne se présente pas dans ces œuvres comme en étant l'auteur et tente de faire croire que les histoires de son légendaire se sont réellement produites. Pour cela, il signale dans les contes inachevés « Cirion et Eorl et l'amitié de Gondor et Rohan », où est racontée une partie de l'histoire d'Eorl, qu'il fait partie de La Chronique de Cirion et Eorl et cite les ballades et légendes des Rohirrim comme source de celui-ci, desquelles provient tout ce qui procède du  Livre des rois, document que le roi Elessar montre au hobbit Frodon Sacquet et sur lequel il s'est basé pour écrire l'appendice A du Seigneur des Anneaux.

## Histoire

### Premières années
Eorl naquit en l'an 2485 du Troisième Âge. Son père Léod était le seigneur d'Éothéod, une terre située entre les Monts Brumeux et le nord de la Forêt Noire, dont les habitants descendaient des Hommes du Nord et recevaient le même nom que le lieu. Eorl assuma le commandement de son peuple à seulement seize ans, puisque son père décéda en tentant de dompter un cheval sauvage. Eorl rencontra le cheval, et le prit à son service pour toujours comme compensation et l'appela Felaróf.

### La bataille des Champs du Celebrant
En l'an 2509 du Troisième Âge, l'Intendant Cirion de Gondor découvrit que plusieurs armées de Balchoth, hommes apparentés aux Orientaux, s'étaient réunies au sud de la Forêt Noire afin d'attaquer son royaume. Cirion envoya à Eorl un total de six messagers par groupe de deux, bien qu'il doutât que l'un d'entre eux réussisse à atteindre Éothéod à cause de son éloignement et parce que la route était surveillée par l'ennemi et qu'elle passait près de Dol Guldur. Borondir fut le seul qui parvint à remettre le message et Eorl vint à l'aide de Cirion, réunissant la totalité de son armée pour l'expédition : sept mille cavaliers armés et plusieurs centaines d'archers. À son passage par Dol Guldur, Eorl dévia ses troupes vers l'ouest pour éviter une attaque et l'Elfe Galadriel les protégea depuis la forêt de Lothlórien avec un brouillard dense.
Quand Eorl et son armée arrivèrent aux Champs de Celebrant, l'armée du sud du Gondor avait déjà été mise en déroute dans Le Plateau et isolée grâce à l'attaque combinée des Balchoth et des orques arrivés des Monts Brumeux. Les éothéod se lancèrent sur l'arrière-garde des troupes ennemies dans la bataille des Champs du Celebrant, l'obligeant même à reculer jusqu'à la rivière Limeclaire, les expulsant du Plateau et les vainquant finalement dans les plaines de Calenardhon.

### Le Serment d'Eorl
La bataille achevée, Eorl rencontra Cirion près du Mering Stream. L'Intendant lui concéda la terre de Calenardhon pour qu'il se charge de sa protection, bien que la majorité de ses habitants aient péri à cause de la peste, et convint de le revoir trois mois après. Ces trois mois passés, Cirion conduisit Eorl jusqu'à Halifirien, un des pics des Montagnes Blanches et lui remit officiellement Calenardhon comme récompense pour l'aide apportée, en échange de son amitié perpétuelle ainsi que celle de ses descendants envers le Gondor. Eorl accepta le cadeau et les deux scellèrent l'accord sur la tombe du roi Elendil, située en Halifirien, dans ce qui fut connu comme le Serment d'Eorl,.
Eorl partit jusqu'à Éothéod le matin suivant pour informer son peuple et l'amener à Calenardhon, laissant là-bas la moitié de son armée pour qu'elle protège ces terres pendant son absence. Cette terre fut rebaptisée par Eorl sous le nom de Marche, bien qu'Hallas, fils de l'Intendant Cirion, la nomme peu d'années après Rohan (« pays des chevaux » en sindarin) et elle finit par être plus connue sous ce nom.